# 12650 de Vries
12650 de Vries este o planetă minoră (asteroid), cu un diametru de 5,349 km, din centura de asteroizi. A fost descoperită pe 16 octombrie 1977 la Observatorul Palomar de Cornelis Johannes van Houten. 
Obiectul prezintă o orbită caracterizată de o semiaxă mare de 2,3602971 UAi, o excentricitate de 0,21, o înclinație de 4,10468 ° în raport cu ecliptica.